# Gerli
Gerli è una città dell'Argentina, situata nella provincia di Buenos Aires. Situata nella parte sud-est della Gran Buenos Aires, è divisa tra i partidos di Avellaneda e Lanús.

## Storia
Gerli fu ufficialmente fondata il 30 marzo 1909. Nel 1944, con l'istituzione del partido di Lanús, la città risultò suddivisa in due differenti partidos.

## Sport
La principale società calcistica di Gerli è il Club El Porvenir, fondato nel 1915.